# Самусев, Михаил Данилович
Михаи́л Дани́лович Са́мусев (5 апреля 1928, д. Поляна, Серышевский район, Амурская область, СССР — 14 мая 2019, г. Йошкар-Ола, Марий Эл, Россия) — советский и российский деятель промышленности, общественно-политический деятель. Первый директор Йошкар-Олинского завода «Контакт» (1962—1990), генеральный директор АО «Биомашприбор» (1994—1997). Председатель Йошкар-Олинского Совета народных депутатов XXI созыва (1990—1993). Заслуженный деятель науки и техники Марийской АССР (1982). Кавалер ордена Ленина (1971).

## Биография
Родился в семье белорусского происхождения. В начале 1920-х годов его родители переехали на Дальний Восток из Белоруссии (д. Потеряевки Могилёвского района). В 1946 году окончил техникум точной механики и оптики в Новосибирске.
В Йошкар-Олу приехал в 1947 году. Поступил в Ленинградский институт оптики и механики, но проучился там всего один семестр. В 1962 году окончил лесоинженерный факультет ПЛТИ (ныне — Поволжский государственный технологический университет). На Марийском машиностроительном заводе в конструкторском бюро технологом, инженером-технологом, конструктором, инженером-конструктором по проектированию оснастки.
В 1962 году назначен директором нового завода «Контакт», которым в итоге руководил до 1990 года. В своё время отказался от предложения возглавить главк радиоэлектронной промышленности СССР. Затем был генеральным директором АО «Биомашприбор» (1994—1997). Одна из наиболее авторитетных фигур в руководящем составе сферы промышленности Республики Марий Эл. Закончил свою трудовую карьеру в возрасте 75 лет советником директора завода «Контакт».
Умер 14 мая 2019 года в Йошкар-Оле, похоронен на Туруновском кладбище.

## Общественно-политическая деятельность
- В 1990–1993 годах был председателем Йошкар-Олинского Совета народных депутатов XXI созыва[1].
- Избирался депутатом Йошкар-Олинского городского Совета депутатов трудящихся XII—XVII созывов (1969—1993, 10 созывов) и Йошкар-Олинского городского Совета народных депутатов XVIII—XXI созывов[1][3].

## Звания и награды
- Заслуженный деятель науки и техники Марийской АССР (1982)[1]
- Орден Ленина (1971)[1]
- Орден Октябрьской Революции (1974)[1]
- Орден Трудового Красного Знамени (1981)[1]
- Орден Дружбы народов (1986)[1]
- Почётная грамота Президиума Верховного Совета Марийской АССР (1978, 1988)[1]